# Rutenbergia madagassa
Rutenbergia madagassa är en bladmossart som beskrevs av Geheeb och Hampe in Bescherelle 1880. Rutenbergia madagassa ingår i släktet Rutenbergia och familjen Rutenbergiaceae. Inga underarter finns listade i Catalogue of Life.